# Aneplasa facies
Aneplasa facies är en spindelart som beskrevs av Tucker 1923. Aneplasa facies ingår i släktet Aneplasa och familjen plattbuksspindlar. Inga underarter finns listade i Catalogue of Life.